# Kanaf Gūrāb
Kanaf Gūrāb är en ort i Iran.   Den ligger i provinsen Gilan, i den norra delen av landet, 210 km nordväst om huvudstaden Teheran. Antalet invånare är 141.
Terrängen runt Kanaf Gūrāb är platt åt nordväst, men åt sydost är den kuperad. Runt Kanaf Gūrāb är det ganska tätbefolkat, med 155 invånare per kvadratkilometer. Närmaste större samhälle är Lāhījān, 6,8 km söder om Kanaf Gūrāb. Trakten runt Kanaf Gūrāb består till största delen av jordbruksmark.